# Synagoge (Kirn)
Die Synagoge in Kirn wurde 1887/88 in der Amthofstraße 2 errichtet. Bei den Novemberpogromen 1938 wurde die Inneneinrichtung der Synagoge verwüstet und vor der Synagoge verbrannt. 1950 wurde das Gebäude abgerissen und auf dem Grundstück ein Kino gebaut.

## Synagoge
Eine Betstube gab es seit 1870. Sie befand sich in der Übergasse im Hinterhof einer Gaststätte. 1887 wurde mit dem Bau einer neuen Synagoge in der Amthofstraße 2 begonnen. 1888 fand die Einweihung statt. Die Baukosten betrugen 30.000 Mark und wurden durch Spenden aufgebracht. Der Nordgiebel war direkt an das Nachbargebäude angebaut. Der Eingang befand sich auf der, der Amtshofstraße abgewandten, Südwestseite des Gebäudes und war über einen Durchgang, der sich zwischen dem Südgiebel der Synagoge und dem Nachbargebäude befand, erreichbar. Die der Straße zugewandte Nordwestseite war in vier Felder unterteilt. Das rechte und das linke Feld besaßen jeweils ein Rundbogenfenster und darüber jeweils ein rundes Maßwerkfenster. In den beiden inneren Feldern befand sich je ein großes Maßwerkfenster. Bei den Novemberpogromen 1938 wurde die Synagoge durch Mitglieder der SA und der NSDAP gestürmt. Dabei wurde die Inneneinrichtung komplett zerstört und gemeinsam mit den Kultgegenständen, Büchern und Schriften außerhalb der Synagoge verbrannt. Da ein Übergreifen der Flammen auf die benachbarten Häuser befürchtet wurde, wurde die Synagoge nicht in Brand gesetzt. Im April 1939 wurde die jüdische Gemeinde gezwungen das Gebäude nebst Grundstück für 5358 RM an die Gemeinde Kirn zu verkaufen. Nachdem die Gemeinde Kirn 1950 im Zuge des Restitutionsverfahren 4000 DM an die jüdische Kultusgemeinde Bad Kreuznach nachgezahlt hatte, wurde das Gebäude abgerissen und ein Kino auf dem Grundstück errichtet.

## Jüdische Gemeinde Kirn
Bereits im Mittelalter werden Juden auf dem Gebiet von Kirn genannt. Durch die Pestpogrome in den Jahren 1348 bis 1351 wurde das jüdische Leben in der Gemeinde ausgelöscht. Erst in der Mitte des 19. Jahrhunderts bildete sich wieder eine jüdische Gemeinde in Kirn. Das Bestehen der Gemeinde endete mit der Deportation der letzten jüdischen Einwohner 1942. Die Gemeinde verfügte über eine Mikwe und eine Religionsschule. Zeitweise war ein eigener Lehrer angestellt, der auch die Aufgaben des Vorbeters und Schochet innehatte. Die Verstorbenen wurden auf dem jüdischen Friedhof in Kirn beigesetzt.